# Булгакова Олена Сергіївна
Олена Сергіївна Булгакова (до шлюбу Нюренберг, у першому шлюбі Нейолова, у другому Шиловська; нар. 21 жовтня [2 листопада] 1893, Рига, Ліфляндська губернія, Російська імперія — пом. 18 липня 1970, Москва, Російська РФСР, СРСР) — третя дружина російського письменника і драматурга Михайла Опанасовича Булгакова, хранителька його літературної спадщини. Основний прототип Маргарити в романі «Майстер і Маргарита». Молодша сестра Ольги Сергіївни Бокшанської (1891—1948), співробітниці МХАТ, особистої секретарки Володимира Немировича-Данченка.

## Біографія

### Ранні роки
Олена Булгакова народилася 21 жовтня [2 листопада] 1893 року в Ризі, зберігся будинок по вулиці Феллінська, будинок № 1 (1930-ті роки нумерація була змінена на буд. № 3), в якому вона жила в дитячі роки. Її батько, охрещений єврей Сергій Маркович Нюренберг (1864–1933) (це прізвище вона частіше писала як Нюрнберг), був учителем, потім податковим інспектором, журналістом, друкувався в ризьких газетах. Мати, Олександра Олександрівна, до шлюбу Горська (1864—1956), була дочкою православного священика. У Олени була сестра Ольга (1891—1948) і двоє братів — Олександр (1890—1964) та Костянтин (1895—1944).
Племінник Олени Оттокар Олександрович Нюрнберг писав про бабусю і тітку: «Мати Олени була дуже віруючою, енергійною жінкою з практичною жилкою. Вона не тільки переконала чоловіка в зв'язку з народженням Ольги прийняти православ'я (син Олександр був уже хрещений за православним обрядом), але і з часом повністю „зросійщувала його“. У будинку говорили тільки російською мовою, разом відвідували православну церкву, діти ходили в російську школу, спілкувалися виключно російською. Тому Олена, як і всі її брати і сестра, зросла в суто російської атмосфері … російське оточення і виховання вирішальним чином сформувало Олену ще з дитячих років і визначило її подальше життя. А її брат Олександр (мій батько) поводився зовсім інакше. Він одружився з балтійською німкенею-лютеранкою, так що моя сестра Генрієтта і я отримали німецько-лютеранське виховання. Таким чином у бабусі і дідуся були „німецькі“ внуки (моя сестра і я) і „російські“ внуки (обидва сини моєї тітоньки Олени). Втім, на відміну від Ольги, Олена завжди вимовляла своє дівоче прізвище як „Нюрнберг“, а не „Нюренберг“. Та й день народження вона відзначала за юліанським календарем (як в Російській імперії), ігноруючи тим самим введений радянським урядом григоріанський (європейський) календар».
У 1902—1911 роках Олена навчалася в Ризькій Ломоносовській жіночій гімназії .

### Юність
У 1912 році до 19-річної Олени посватався армійський офіцер, поручик Бокшанський. Вона вмовила його одружитися з її старшою сестрою Ольгою.
У 1915 році Олена і Ольга намагалися влаштуватися на роботу до МХАТ. В результаті в театрі залишилася Ольга, а Олена, судячи з автобіографії, служила секретаркою у батька. У 1917 році її батьки повернулися в Ригу , де згодом і помер Сергій Маркович.
У грудні 1918 року Олена Сергіївна одружилася з Юрієм (Георгієм) Мамонтовичем Неєловим, сином відомого трагічного актора (а згодом не менш відомого анархіста) Мамонта Дальського (1865—1918) . Юрій Нейолов — військовий офіцер, в 1919 році він вступив до 16-ї армії, що діяла в складі Західного фронту РККА, де ніс обов'язки секретаря (ад'ютанта) командарма Миколи Соллогуба.

Олена Сергіївна Шиловська з чоловіком Євгеном Олександровичем.

Тоді і відбулося знайомство ад'ютанта Нейолова та його дружини Олени Сергіївни з Євгеном Олександровичем Шиловським, який виконував обов'язки начальника штабу тієї ж 16-ї армії. Приблизно через рік наказом по штабу 16-ї армії від 27 вересня 1920 року Юрій Нейолов був відряджений у розпорядження начальника штабу Західного фронту, а в грудні того ж року переведений на Південний фронт. Його шлюб з Оленою Сергіївною був розірваний, і восени 1921 року вона стала дружиною Шиловського. Незабаром народила сина Євгена (1921—1957), а в 1926 році — Сергія (1926—1977).
Попри блискуче становище дружини великого радянського воєначальника, Олена Сергіївна не була задоволена своїм життям. Ще в листопаді 1923 року в листі сестрі Ользі вона зізнавалася:

Іноді на мене находить такий настрій, що я не знаю, що зі мною робиться, я відчуваю, що така тихе сімейне життя зовсім не по мені. Нічого мене вдома не цікавить, мені хочеться життя, я не знаю, куди мені бігти, але дуже хочеться <…>. У мені прокидається моє колишнє «я» з любов'ю до життя, до шуму, до людей, до зустрічей. <…> Я залишаюся одна зі своїми думками, вигадками, фантазіями, невитраченими силами. І я або (в поганому настрої) сідаю на диван і думаю, думаю без кінця, або — коли сонце світить на вулиці і в моїй душі — блукаю одна по вулицях.
— 
У 1926 році Олена Сергіївна побувала у брата Олександра Сергійовича Нюрнберга в Пярну, куди привезла п'ятирічного сина Женю, залишивши його в родині брата до літа 1928 року: «вона хотіла, щоб син виріс на вільному Заході». Насправді Олена Сергіївна була вагітна і потребувала допомоги. Її чоловік на той час був помічником начальника Академії Генштабу, а в 1928 році був призначений начальником штабу Московського військового округу, на генеральську посаду. На цей рік припадає друга зустріч Олени Сергіївни зі старшим братом, на яку вона приїхала до Естонії разом з другим сином, дворічним Сергієм. Погостювавши кілька місяців у Пярну, вона повернулася до Москви разом з дітьми.

### Знайомство з Булгаковим
Боги, боги мої! Що ж потрібно було цій жінці?! Що потрібно було цій жінці, в очах якої завжди горів якийсь незрозумілий вогник, що потрібно було цій дещо косої на одне око відьмі, яка прикрасила себе тоді весною мімозою? Не знаю. Мені невідомо. Очевидно, вона говорила правду, їй потрібен був він, майстер, а зовсім не готичний особняк, і не окремий сад, і не гроші.
— .
28 лютого 1929 року, на масницю, імовірно в московському будинку художників Моїсеєнка, Олена Сергіївна познайомилася з уже відомим на той час письменником, журналістом і драматургом Михайлом Булгаковим. Ось як вона описувала знайомство: "Це було в 29-му році в лютому, на масляну. Якісь знайомі влаштували млинці. Ні я не хотіла йти туди, ні Булгаков, який чомусь вирішив, що в цей будинок він не буде ходити. Але вийшло так, що ці люди зуміли зацікавити складом запрошених і його, і мене. Ну, мене, звичайно, його прізвище … Загалом, ми зустрілися і були поруч. Це було швидке, надзвичайно швидке, у всякому разі, з мого боку, кохання на все життя".
У лютому 1961 року в листі до брата Олена Сергіївна додає таку цікаву деталь:

Днями буде ще один 32-річний ювілей — день мого знайомства з Мишком. Це було під час масляної, в одних загальних знайомих. <…> Сиділи ми поруч, <…> у мене розв'язалися якісь зав'язочки на рукаві, <…> я сказала, щоб він зав'язав мені. І він потім запевняв завжди, що тут і було чаклунство, тут-то я його і прив'язала на все життя. <…> Тут же ми домовилися йти наступного дня на лижах. І пішло. Після лиж — генеральна «Блокади», після цього — акторський клуб, де він грав з Маяковським на більярді … Словом, ми зустрічалися щодня і, нарешті, я почала благати і сказала, що нікуди не піду, хочу виспатися, і щоб Мишко не телефонував мені сьогодні. І лягла рано, мало не о 9-й годині. Вночі (було близько трьох, як виявилося потім) Оленька, яка більш за все цього не схвалювала, звичайно, розбудила мене: йди, тебе твій Булгаков кличе до телефону. <…> Я підійшла. «Одягніться і вийдіть на ганок», — загадково сказав Мишко і, не пояснюючи нічого, тільки повторював ці слова. Жив він у цей час на Великій Пироговській, а ми на Великій Садовій, кут Малої Бронної, в особняку, що бачив Наполеона, з камінами, з кухнею внизу, з круглими вікнами, затягнутими сяйвом, словом, справа не в сяйві, а в тому, що далеко один від одного. А він повторює — виходьте на ганок. Під Оленькіне бурчання я одяглася <…> і вийшла на ганок. Місяць світить страшно яскраво, Мишко білий в її світлі стоїть біля ганку. Взяв під руку і на всі мої запитання і сміх — прикладає палець до рота і мовчить … Веде через вулицю, приводить на Патріарші пруди, доводить до одного дерева і каже, показуючи на лавку: «Тут вони побачили його в перше». І знову — палець до рота, знову мовчання … Потім прийшла весна, за нею літо, я поїхала в Єсентуки на місяць. Отримувала листи від Михайла, в одному була засохла троянда і замість фотографії — тільки очі його, вирізані з картки… З осені 1929 року, коли я повернулася, ми стали ходити з ним в Ленінську бібліотеку, він в цей час писав книгу <…>

У жовтні 1968 року Олена Сергіївна розповідала одному з біографів Булгакова: Влітку 1929 роки я поїхала лікуватися в Єсентуки. Михайло Опанасович писав мені туди прекрасні листи, посилав пелюстки червоних троянд; але я повинна була знищувати тоді всі ці листи, я не могла їх зберігати. В одному з листів було сказано: «Я приготував Вам подарунок, гідний Вас…» Коли я повернулася до Москви, він простягнув мені цей зошит…
Їхні стосунки розвивалися стрімко. Олена Сергіївна часто бувала в будинку Булгакових, потоваришувала з другою дружиною Михайла Опанасовича Любов'ю Євгенівною Білозерською. У березні 1930 року Олена Сергіївна допомагала Булгакову друкувати і розносити по адресам знаменитий лист Уряду СРСР.
Наприкінці 1930 року або на початку 1931 року чоловік Олени Сергіївни Євген Олександрович Шиловський дізнався про її любовний зв'язок з Булгаковим. 5 лютого 1931-го на останньому аркуші роману «Біла гвардія» Михайло Опанасович робить запис: «Довідка. Кріпосне право було знищено в … році». Вважається, що саме цього дня відбувся важка розмова його з Шиловським, коли Булгаков дав обіцянку більше не бачитися з Оленою Сергіївною. Півтора роки по тому він приписав до того рядка: «Нещастя сталося 25. II.1931» — день їх останньої, як вони тоді думали, зустрічі з Оленою Сергіївною.
Вони не бачилися 20 місяців. У червні 1932 року Михайло Булгаков та Олена Сергіївна зустрілися в ресторані «Метрополь» за допомогою Федора Михальського. Обидва зрозуміли, що продовжують кохати одне одного. Олена Сергіївна поїхала з дітьми в Лебедянь і тут написала лист чоловікові з проханням «відпустити» її. Євген Олександрович після довгого мовчання написав у відповідь, що відпускає: «Я ставився до тебе як до дитини, помилявся..» Зберігся текст листа Булгакова Шиловському (невідомо, чи було відправлено цей лист): «Дорогий Євген Олександрович, я бачився з Оленою Сергіївною за її викликом і ми порозумілися з нею. Ми кохаємо одне одного так само, як кохали раніше. І ми хочемо по…». У листі Олени Сергіївни чоловікові в Сочі Булгаков зробив приписку: «Дорогий Євген Олександрович, пройдіть повз наше щастя…» Шиловський відповідав: «Михайло Опанасович, те, що я роблю, я роблю не для Вас, а для Олени Сергіївни».
Розрив Олени Сергіївни з чоловіком відбувся. Болючим і важким був «розділ» дітей — старший, 10-річний Євген, залишився з батьком, молодший, 5-річний Сергій, пішов разом з матір'ю до будинку Булгакова на Велику Пироговську, 35А.
3 вересня 1932 року Шиловський написав батькам Олени Сергіївни в Ригу: "Дорогі Олександра Олександрівна та Сергій Маркович! Коли Ви отримаєте цей лист, ми з Оленою Сергіївною вже не будемо чоловіком і дружиною. Мені хочеться, щоб Ви правильно зрозуміли те, що сталося. Я ні в чому не звинувачую Олену Сергіївну і вважаю, що вона вчинила правильно і чесно. Наш шлюб, настільки щасливий в минулому, прийшов до свого природного кінця. Ми вичерпали одне одного, кожен даючи іншому те, на що він був здатний, і в подальшому (навіть якби не розігралася вся ця історія) було б монотонним спільне життя більше за звичкою, ніж за дійсно взаємним потягом до його продовження. Якщо у Люсі народилося серйозне і глибоке почуття до іншої людини, — вона вчинила правильно, що не пожертвувала ним. Ми добре прожили цілий ряд років і були дуже щасливі. Я безмежно вдячний Люсі за те величезне щастя і радість життя, які вона мені дала свого часу. Я зберігаю найкращі і світлі почуття до неї і до нашого спільного минулого. Ми розлучаємося друзями. Вам же я хочу сказати на прощання, що я щиро і палко любив Вас, як батьків Люсі, яка перестала бути моєю дружиною, але залишилася близькою і дорогою мені людиною. Люблячий вас Женя Великий ".

### Життя з Булгаковим
3 жовтня 1932 року Михайло Булгаков розлучився зі своєю другою дружиною Любов'ю Білозерською, а 4 жовтня уклав шлюб з Оленою Сергіївною. Перша дружина Михайла Опанасовича Тетяна Миколаївна Лаппа-Кісельгоф розповідала, що Булгаков неодноразово говорив їй: «Я повинен одружитися тричі!». Нібито це порадив йому Олексій Толстой, який вважав триразовий шлюб ключем до літературного успіху. Олена Сергіївна згадувала інше: нібито ще в Києві йому нагадала ворожка одружитися тричі. Як би там не було, обидва вважали свій союз вирішеним.
Вирішивши одружитися, Михайло Опанасович та Олена Сергіївна повідомили про це її батькам і сестрі Ользі, котра гостювала у Нюренбергів у Ризі. 25 жовтня 1933 року Олена Сергіївна записала в щоденнику: «Під ранок бачила сон: прийшов лист від тата з Риги, написаний чомусь латинськими буквами. Я марно намагаюся розібрати написане — блідо. У цей час Миша мене обережно розбудив — телеграма з Риги. У ній латинськими буквами: papa skonchalsia». На похорон батька Олена Сергіївна виїхати вже не змогла.
14 березня 1933 Булгаков передав Олені довіреність на укладення договорів з видавництвами і театрами з приводу своїх творів, а також на отримання авторських гонорарів. Олена Сергіївна друкувала під диктовку всі твори письменника 1930-х років.
Через рік після укладення шлюбу Олена Сергіївна на прохання чоловіка почала щоденник, який вела протягом 7 років до останніх днів життя Михайла Опанасовича. При читанні щоденника вражає один факт: у спільному житті Олени Сергіївни і Булгакова не було жодної сварки. Це дивно, якщо врахувати, як важко складалися часом обставини. Вони дійсно були створені один для одного: в Олені Сергіївні письменник знайшов не тільки справжню подругу і кохану, але і свою музу, літературну секретарку і біографку, віддану і невтомну працівницю.
Олена Сергіївна всю себе присвятила чоловікові і його роботі. Вона писала під його диктовку, передруковувала рукописи на машинці, редагувала їх, складала договори з театрами, вела переговори з потрібними людьми, займалася кореспонденцією. Великою її заслугою є збереження булгаковського архіву: багато рукописів, що зберігалися в єдиному екземплярі, вона встигла передрукувати. Завдяки її неймовірної енергії після смерті Булгакова змогли побачити світ багато до того невиданих його творів, головним з яких є, звичайно, роман «Майстер і Маргарита».

### Вдова
Після смерті Михайла Опанасовича Олена Сергіївна потрапила під опіку Фаїни Раневської. Разом вони евакуювалися до Ташкента, де Раневська познайомила Булгакову з Анною Ахматовою, яка говорила про нову знайому чудові слова: «Вона розумниця, вона гідна! Вона красуня!». Жінки не раз влаштовували читання «Майстра і Маргарити» вголос. А після повернення в Москву Раневська звернулася до ряду своїх знайомих з проханням про сприяння вдові Булгакова у виданні його творів. Відгукнулися Святослав Ріхтер, Арам Хачатурян, Галина Уланова, Роман Кармен.
У 1952  році Олена Сергіївна встановила на могилі чоловіка камінь «голгофа», що лежав на могилі Миколи Гоголя після перенесення з кладовища Данилова монастиря. До сторіччя від дня смерті на могилі М. В. Гоголя був встановлений новий пам'ятник у вигляді постаменту з погруддям Гоголя роботи скульптора Миколи Томського, а голгофа перенесена в запасники Новодівичого кладовища. Причому могила Михайла Булгакова опинилася поблизу могили улюбленого вчителя Булгакова — Миколи Гоголя (через могилу Костянтина Станіславського).
Спогади Володимира Лакшина з книги Олени Сергіївни «Спогади про Михайла Булгакова»:

До початку 1950-х років на могилі Булгакова не було ні хреста, ні каменя — лише прямокутник трави з незабудками та молоді деревця, посаджені по чотирьох кутах надгробного пагорба. У пошуках плити або каменю О. С. заходила в сарай до гранувальників і подружилася з ними (вона взагалі легко сходилася з простими людьми — малярами, штукатурами). Одного разу бачить: в глибокій ямі серед уламків мармуру, старих пам'ятників мерехтить величезний чорний ніздрюватий камінь. «А це що?» — «Та голгофа». — «Як голгофа?» Пояснили, що на могилі Гоголя в Даниловському монастирі стояла голгофа з хрестом. Потім, коли до гоголівського ювілею 1952 року зробили новий пам'ятник, голгофу за непотрібністю кинули в яму.
«Я купую», — не роздумуючи сказала О. С. «Це можна, — відповідають їй, — так як його підняти?» — «Робіть що завгодно, я за все заплачу … Потрібні будуть містки, робіть містки від сараю до самої могили… Потрібні десять робочих — нехай будуть десять робочих…»
Камінь перевезли, і глибоко пішов він в землю над урною Булгакова. Стесати верх без хреста, із збитою рядком з Євангелія, — він виглядав негарно. Тоді всю брилу перевернули — основою назовні.

У листі до брата письменника Миколи Опанасовича Булгакова (1898—1966) від 7 вересня 1962 року Олена Сергіївна писала: Я роблю все, що тільки в моїх силах, для того, щоб не втратився жоден рядок, написаний ним, щоб не залишилася невідомою його незвичайна особистість. <…> Це — мета, сенс мого життя. Я обіцяла йому багато перед смертю, і я вірю, що я виконаю все.
Крім роботи з творчою спадщиною Булгакова, Олена Сергіївна займалася і перекладами (головним чином для того, щоб заробляти на життя). Їй належать переклади з французької романів Густава Емара, Жюля Верна і книги Андре Моруа «Лелія, чи Життя Жорж Санд».
«Не дивлячись на все, не дивлячись на те, що бували моменти чорні, абсолютно страшні, ні смутку, а жаху перед невдалим літературним життям, якщо ви мені скажете, що у нас, у мене була трагічна життя, я вам відповім: ні! Жодної секунди. Це була найсвітліше життя, яке тільки можна собі вибрати, найщасливіше. Щасливішої жінки, який я тоді була, не було…» — писала Олена Сергіївна в 1950-ті роки.
У 1961 році філолог Абрам Вуліс писав роботу за радянськими сатириками і згадав призабутого автора «Зойкіной квартири» і «Багрового острова». Вуліс дізнався, що жива вдова письменника, і встановив з нею контакт. Після початкового періоду недовіри Олена Сергіївна дала почитати рукопис «Майстра». Вражений Вуліс поділився своїми враженнями з багатьма, після чого літературною Москвою пішли чутки про великий роман. Це призвело до першої публікації в журналі «Москва» в 1966 — 1967 роках (наклад 150 тисяч примірників). Слід зазначити, однак, що, незважаючи на мальовничість розповіді про роль А. Вуліс, ключовими фігурами для публікації роману були все-таки Костянтин Симонов та Олена Булгакова, знайомі ще з ташкентської зими 1942 року. Олена Булгакова здійснила величезну текстологічну роботу з підготовки незавершеного роману до друку.
Олена Сергіївна померла 18 липня 1970 року на 77-му році життя, переживши трьох чоловіків і старшого сина Євгена. Похована вона на Новодівичому кладовищі поряд з чоловіком під гоголівською «Голгофою».
Укладений Оленою Булгаковою в 1967 році разом з Семеном Ляндресом збірник «Спогади про Михайла Булгакова» побачив світ лише за часів перебудови, вже після смерті обох авторів, в 1988 році у видавництві "Радянський письменник".

## Ушанування пам'яті
З ініціативи ризького підприємця Євгена Гомберга будинок, де жила Олена Сергіївна Булгакова, прикрасила меморіальна дошка. Збір грошей на увічнення пам'яті Олени Сергіївни був відкритим, до моменту виготовлення дошки пожертвування через благодійний фонд „Шрі Ганеша“ зробили понад 60 чоловік, зібравши 3600 євро. Найбільше пожертвування склало 500 євро, його зробила людина, для якого установка меморіальної дошки було давньою мрією. Масовість обговорення ідеї дозволила встановити, що місцем проживання Нюренбергів був не будинок номер 1 на вулиці Феллінській, а номер 3. Нумерація будинку була змінена в 1930-ті роки, коли нова ризька влада була одержима ідеєю наведення порядку і присвоїла кутовому будинку з вулиці Елізабетес, який раніше значився під адресою Елізабетес, № 9А, іншу адресу — Феллінська, № 1. А будинок під номером один, відповідно, став номером три. Гомберг назвав це відкриттям в булгакознавстві, в якому раніше описувався кутовий будинок, а не той, де реально жила Олена Сергіївна.
Автор барельєфа на меморіальній дошці — скульптор Яніс Струпуліс. Напис на дошці свідчить, що Олена Сергіївна Булгакова проживала в будинку з 29 червня 1902 року по 17 жовтня 1908 року. Раніше вважалося, що сім'я титулярного радника Нюренберга жила тут з 1903-го по 1910 рік. Крім цього, сім'я займала в Ризі квартири на вул. Пілс, № 7 та Суворовській, № 60, в інші періоди часу. Однак сама Булгакова спогади про Рину пов'язувала з Феллінською вулицею, тому дошка встановлюється саме там.

Надгробний пам'ятник Сергія Марковича Нюренберга та Ольги Сергіївни Бокшанської на Покровському кладовищі в Ризі

Залишок зібраних коштів передбачено витратити на відновлення поховань С. М. Нюренберга і його доньки О. С. Бокшанської, сестри Олени Сергіївни на ризькому Покровському кладовищі. Ольга померла раніше Олени, була кремована в Москві, звідки Булгакова і привезла прах для поховання в Ризі 1948 року. У 1967 році Олена Сергіївна приїздила до Риги, щоб організувати перепоховання батька і сестри до матері, на Вознесенське кладовище, але це не вийшло. Місця поховань на Покровському кладовищі, яке з 1990-х років перейшло до Латвійської Православної церкви і стало відновлюватися, виявила ризький краєзнавець Світлана Видякіна. Вона знайшла для оформлення надгробку кам'яний хрест і голгофу. Надгробний пам'ятник був встановлений в жовтні 2020 року.

## Родина
Батько — журналіст і громадський діяч Ліфляндії Сергій Маркович Нюренберг (1864—1933).
Мати — Олександра Олександрівна Нюренберг (до шлюбу Горська, 1864—1956). Після повернення Нюренбергів до Риги після Громадянської війни Олена Сергіївна не відвідувала її, до матері приїжджала тільки Ольга Сергіївна Бокшанська, яка гастролювала зі МХАТом по всій Європі і мала можливість навіть в 1930-ті роки оформити виїзд за кордон, що Олені Сергіївні як дружині воєначальника було вже заборонено. Відомо, що 9 липня 1935 року Михайло Булгаков у листі братові написав, що „подав заяву в Іноземний відділ Московського обласного виконкому про видачу“ йому „дозволу на поїздку з дружиною за кордон“, однак згоди не отримав. Після війни Олена Сергіївна приїхала до матері в липні 1945 року. Олександра Олександрівна на той час переїхала з Альбертовської вулиці, будинок № 2 кв. 1, в будинок № 3 по тій же вулиці (кв. 5). Олена Сергіївна намагалася забрати її в Москву, але вона відмовилася. Тоді дочки вдалося прописати до неї в квартиру колишню няню своїх синів, німкеню Катерину Іванівну Буш, яка щойно повернулася із заслання і проживати в Москві їй було заборонено. У Ризі Катерина Іванівна змогла влаштуватися і доглядати за Олександрою Олександрівною, якій на той час вже був 81 рік.
Олена Сергіївна провела з Олександрою Олександрівною її останні дні, приїхавши за викликом в Ригу 14 січня 1956 року. Як випливає з щоденника Олени Сергіївни, її мати померла 20 січня об 0.30 ночі, була похована 21 січня на Вознесенському кладовищі.
Сестра — Ольга Сергіївна Бокшанська (1891—1948), особиста секретарка Володимира Немировича-Данченка, все життя пропрацювала у МХАТі.

### Брат Олександр Нюрнберг (1890—1964)
Після закінчення гімназії Олександр Сергійович вступив в 1907 році до Ризького політехнічного інституту на інженерно-будівельний факультет. Одружився з Ліллі (Алісою) Олександрою Генрієттою фон Мюллер (1890 — 1 липня 1968 року). Під час Першої світової війни був призваний до Російської імператорської армії як офіцер-артилерист. Після Жовтневого перевороту 1917 року і закінчення війни повернувся до Риги. 28 лютого 1919 року народився його син Оттокар (Карик або Олександр-молодший).
Олександр Сергійович брав участь в наступі на Ригу російської Західної добровольчої армії під командуванням Павла Бермондта-Авалова, яка була розбита 11 листопада 1919 року. У грудні 1919 року після її остаточної поразки армія переправилася на територію Німеччини, виїхала в Німеччину і дружина Олександра Сергійовича з сином. До 1923 року вони проживали в невеликому містечку Александергеймі, де 8 березня 1923 року в них народилася дочка Генрієтта. Через деякий час Ліллі наполягла на переїзді до Естонії, оскільки ще в 1922 році за клопотанням директора Пярнуської німецької гімназії їм було присвоєно естонське громадянство, при цьому прізвище Нюренберг була скорочена до Нюрнберг .
З 1923-го до 1938 року Олександр Сергійович працював архітектором в Пярну, куди до нього двічі приїжджала Олена Сергіївна, і де у нього два роки (з 1926-го по 1928-й) жив її старший син Євген. У листопаді 1938 року Нюрнберг був призначений головним архітектором Естонської залізниці і переведений до Таллінна. Наступного року сім'я репатріювалася до Німеччини разом з іншими балтіськими німцями.
Олена Сергіївна знову зустрілася зі старшим братом наприкінці 1960 року, після тридцятидворічної розлуки. Він продовжував працювати архітектором і в 1964 році помер в своєму будинку у Веделі, під Гамбургом. Ліллі Артурівна Нюрнберг пережила чоловіка на чотири роки.

#### Племінник Оттокар Нюрнберг
Оттокар Олександрович зустрічався і листувався з Оленою Сергіївною Булгаковою, допомагав видавати твори Михайла Булгакова за кордоном, виступав на ювілейних Булгаковських читаннях 1991 року в Москві і в Ноттінгемі (Англія), куди він і його сестра Генрієтта переїхали після смерті батьків. Діти Олександра Сергійовича отримали німецьке виховання (Олександр закінчив приватну німецьку гімназію в 1937-му, природничо-математичний факультет Тартуського університету). Оттокар в 1939—1940 роках координував репатріацію прибалтійських німців до Таллінна, після чого поїхав і сам на „нові німецькі землі“, до Познані. Закінчив курси перепідготовки юристів, був призваний до вермахту і до 1945 року служив в нестройових частинах.
Після війни працював юристом Верховного суду в Гамбурзі, помічником судді в Берлінському Земельному суді (Західний Берлін), з 1949 року мав адвокатську практику в Гамбурзі, обирався до органів місцевого самоврядування Північних Земель ФРН.
На зустрічі навесні 1991 року на ювілейних Булгаковських читаннях в Москві булгакознавців Лідія Марківна Яновська запитала Оттокара Олександровича, ким за національністю він себе вважає: росіянином — по батькові? або, може бути, німцем — за вихованням? „Оттокар Олександрович мить подумав. Усміхнувся: балтійський німець !“ І пояснив: у нього ж не тільки з боку батька і бабусі рідня, а й з боку матері…»

### Брат Костянтин Нюренберг (1895—1944)
Народився в Ризі 3 червня 1895 року. Після навчання в ризькій Олександрівської гімназії в 14-річному віці вступив до Морського корпусу в Петербурзі. У 17-річному віці зарахований до 30-ї артилерійської бригади однорічним охотником. Влітку 1913 року вступив до Павловського військового училища. З початком Першої світової війни в жовтні 1914 року відбувся достроковий випуск училища, Костянтину Сергійовичу було присвоєно звання підпоручика, він був направлений в розпорядження Московського військового округу.
Протягом 1915-го — на початку 1916 року Костянтин Нюренберг служив в Моршанську, Любліні, Тернополі, до осені 1916 року — в 20-му Туркестанському стрілецькому полку. Лютневу революцію 1917 року він зустрів у 753-му Самбірському піхотному полку, а Жовтневий переворот — в 27-й Окремій самокатній роті в українському Красилові. У березні 1918 року демобілізувався і повернувся до батьків у Ригу. Не знайшовши гідної роботи, поїхав до Москви, де, за його словами, з червня 1918 року по лютий 1920 року служив у Московському управлінні військових сполучень, спочатку конторщиком, потім помічником начальника відділення, а згодом — начальником відділення: «У лютому 1920 року я був заарештований за звинуваченням у хабарництві і в злочині за посадою. Після слідства був засуджений народним судом до одного року ув'язнення. У вересні я вийшов з в'язниці, але знову заарештований за вироком, який оскаржив, і надалі до наступного суду був випущений на поруки. У грудні 1920 р отримав дозвіл на повернення в Латвію».
З латвійського архівної справи Костянтина Нюренберга виявилося, що він «був завербований на розвідувальній роботі при штабі армії», отримав латвійський паспорт і латвійську військову місію в Москві як агент «Горський» (за дівочим прізвищем матері), розписуючись так у відомостях на отримання зарплати. За чотири місяці шпигунської роботи в Москві він передав відомості «про схему організації управлінь військових представників на залізницях і комендатур на лініях залізниць, що входили до складу Московського округу». Працював дипкур'єром на маршруті з Москви до Риги і назад, отримав розрахунок і звільнений нібито через те, що потрапив в Москві під підозру і виявив за собою стеження.
З серпня 1921 по серпень 1925-го Костянтин працював нічним сторожем, мотористом, чорноробом, помічником майстра в «Магазині щіток та кистей Альфонса Блейхштейна». У 1923 році він одружився з дочкою власника магазину Маргаритою. Однак у сімейний бізнес тесть його не взяв, після чого Костянтин у 1925 році вступив на латвійське торгове судно, а через три роки перейшов на бельгійський танкер. 1929 року світ охопила Велика депресія, бельгійська влада звільнили всіх іноземних моряків. Костянтин перейшов на танкер гамбурзької компанії, де працював до 1940 року, після чого списався з флоту.
«В ніч на 13-е (лютого) 41 року взяли брата Костю», — записала в сімейному щоденнику Олена Сергіївна Булгакова. Її молодший брат був заарештований як «агент штабу латвійської армії», засуджений до п'ятнадцяти років виправно-трудового табору і до п'яти років заслання. Він помер в Норильську 12 квітня 1944 року, про що Олена Сергіївна так і не дізналася.